# میلی‌رادیان
میلی‌رادیان (انگلیسی: Milliradian) که اغلب به اختصار mil یا mrad نامیده می‌شود، یک یکای فرعی اس‌آی برای اندازه‌گیری زاویه است که برابر با یک هزارم رادیان (۰٫۰۰۱ رادیان) است. میلی‌رادیان در تنظیم دید سلاح گرم کاربرد دارد.